# Taekwondo nos Jogos Pan-Americanos de 1991
As competições de taekwondo nos Jogos Pan-Americanos de 1991 foram realizadas em Havana, Cuba. Esta foi a segunda edição do esporte nos Jogos Pan-Americanos.

## Masculino
| Evento                | Ouro                  | Prata                   | Bronze                 |
| --------------------- | --------------------- | ----------------------- | ---------------------- |
| Até 50 kg detalhe     | Juan Moreno (USA)     | Amauris Batista (CUB)   | César Galvão (BRA)     |
| Até 50 kg detalhe     | Juan Moreno (USA)     | Amauris Batista (CUB)   | José Morales (COL)     |
| Até 54 kg detalhe     | Arlindo Gouveia (VEN) | Agustín Ayala (MEX)     | Luis Flores (PER)      |
| Até 54 kg detalhe     | Arlindo Gouveia (VEN) | Agustín Ayala (MEX)     | Diego Yáñez (CHI)      |
| Até 58 kg detalhe     | Carlos Rivas (VEN)    | Marcial Basanta (CUB)   | Flavio Salvador (ARG)  |
| Até 58 kg detalhe     | Carlos Rivas (VEN)    | Marcial Basanta (CUB)   | Rafael Zúñiga (MEX)    |
| Até 64 kg detalhe     | Roberto Abreu (CUB)   | Stephan Goodwin (CAN)   | Gerardo González (VEN) |
| Até 64 kg detalhe     | Roberto Abreu (CUB)   | Stephan Goodwin (CAN)   | Fernando Oviedo (COL)  |
| Até 70 kg detalhe     | Ilse Guilarte (CUB)   | William Arencibia (BOL) | Víctor Estrada (MEX)   |
| Até 70 kg detalhe     | Ilse Guilarte (CUB)   | William Arencibia (BOL) | Michael Popovich (CAN) |
| Até 76 kg detalhe     | Jae Hoon Lee (CAN)    | James Vilasana (USA)    | Juan Noa (CUB)         |
| Até 76 kg detalhe     | Jae Hoon Lee (CAN)    | James Vilasana (USA)    | Marco Prado (GUA)      |
| Até 83 kg detalhe     | Fabio Goulart (BRA)   | Herbert Perez (USA)     | Jorge Kahkajian (VEN)  |
| Até 83 kg detalhe     | Fabio Goulart (BRA)   | Herbert Perez (USA)     | Henry Ramírez (COL)    |
| Mais de 83 kg detalhe | Nelson Saenz (CUB)    | Lucio Fleitas (BRA)     | Robert Fellner (ISV)   |
| Mais de 83 kg detalhe | Nelson Saenz (CUB)    | Lucio Fleitas (BRA)     | Ricardo Pupo (ARG)     |

## Quadro de medalhas
| Posição | Nação                        |   |   |    | Total |
| ------- | ---------------------------- | - | - | -- | ----- |
| 1       | CUB Cuba                     | 3 | 2 | 1  | 6     |
| 2       | VEN Venezuela                | 2 | 0 | 2  | 4     |
| 3       | USA Estados Unidos           | 1 | 2 | 0  | 3     |
| 4       | BRA Brasil                   | 1 | 1 | 1  | 3     |
|         | CAN Canadá                   | 1 | 1 | 1  | 3     |
| 6       | MEX México                   | 0 | 1 | 2  | 3     |
| 7       | BOL Bolívia                  | 0 | 1 | 0  | 1     |
| 8       | COL Colômbia                 | 0 | 0 | 3  | 3     |
| 9       | ARG Argentina                | 0 | 0 | 2  | 2     |
| 10      | CHI Chile                    | 0 | 0 | 1  | 1     |
|         | GUA Guatemala                | 0 | 0 | 1  | 1     |
|         | PER Peru                     | 0 | 0 | 1  | 1     |
|         | ISV Ilhas Virgens Americanas | 0 | 0 | 1  | 1     |
| Total   | Total                        | 8 | 8 | 16 | 32    |